# Tourisme au Pérou

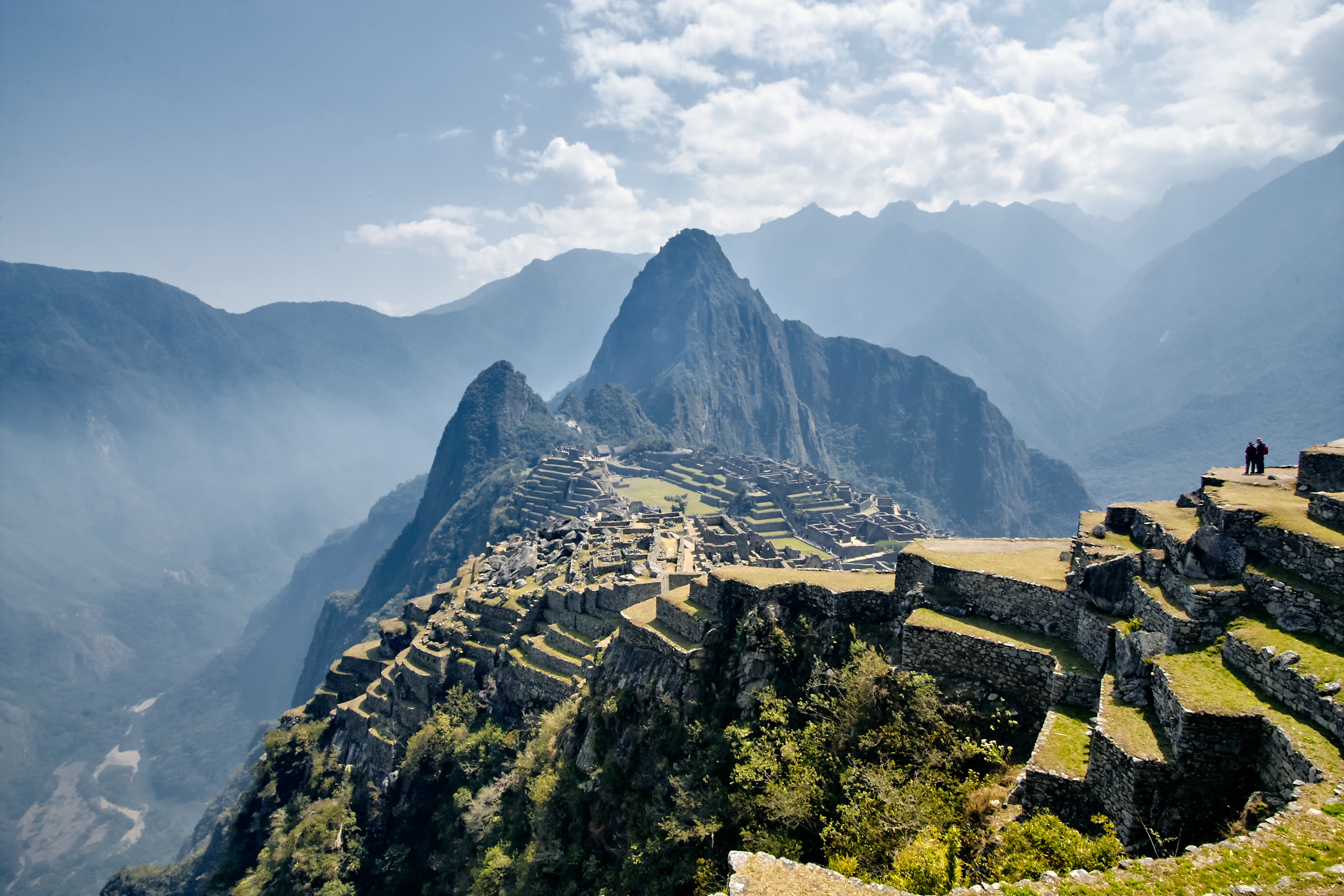
Site de Machu Picchu.

Le tourisme au Pérou a commencé à se développer dans les années 1990 avec la stabilisation de l'économie et la construction d'infrastructures touristiques. Aujourd'hui, le tourisme est la 3e plus importante industrie du pays après la pêche et l'activité minière. Le tourisme est dirigé vers les monuments archéologiques, l'écotourisme en Amazonie péruvienne, le tourisme culturel dans les villes coloniales, le tourisme gastronomique, le tourisme d'aventure et la balnéothérapie. Selon une étude du gouvernement péruvien, le taux de satisfaction des touristes ayant visités le Pérou est de 94 %. Le tourisme est l'activité économique qui augmente le plus dans le pays, augmentant chaque année de 25 % sur les cinq dernières années. Le tourisme y augmente plus vite que dans n'importe quel pays de l'Amérique du Sud. Les pays dont proviennent le plus grand nombre de touristes sont les États-Unis, le Chili, l'Argentine, le Royaume-Uni, la France, l'Allemagne, le Brésil, l'Espagne, le Canada, et l'Italie.

## Cuzco

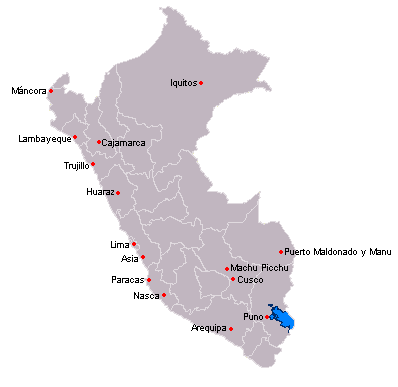
La carte des 15 destinations les plus visitées au Pérou.

La ville de Cuzco, située au sud du Pérou dans les Andes est sans conteste la ville la plus visitée du Pérou du fait de sa proximité avec le site de Machu Picchu. La ville de Cuzco compte des infrastructures touristiques de tous types (de l'hébergement bon marché aux plus grands hôtels de luxe).
Cuzco compte aussi de nombreux musées à visiter, dont :
- le musée inca (Museo Inka)
- le musée d'art précolombien (MAP)
- le musée d'art religieux
- le musée d'histoire régionale

Pour plus d'information concernant le tourisme au Pérou, le site d'iPeru a été mis en place par le gouvernement péruvien pour promouvoir l'industrie touristique.

## La Libertad

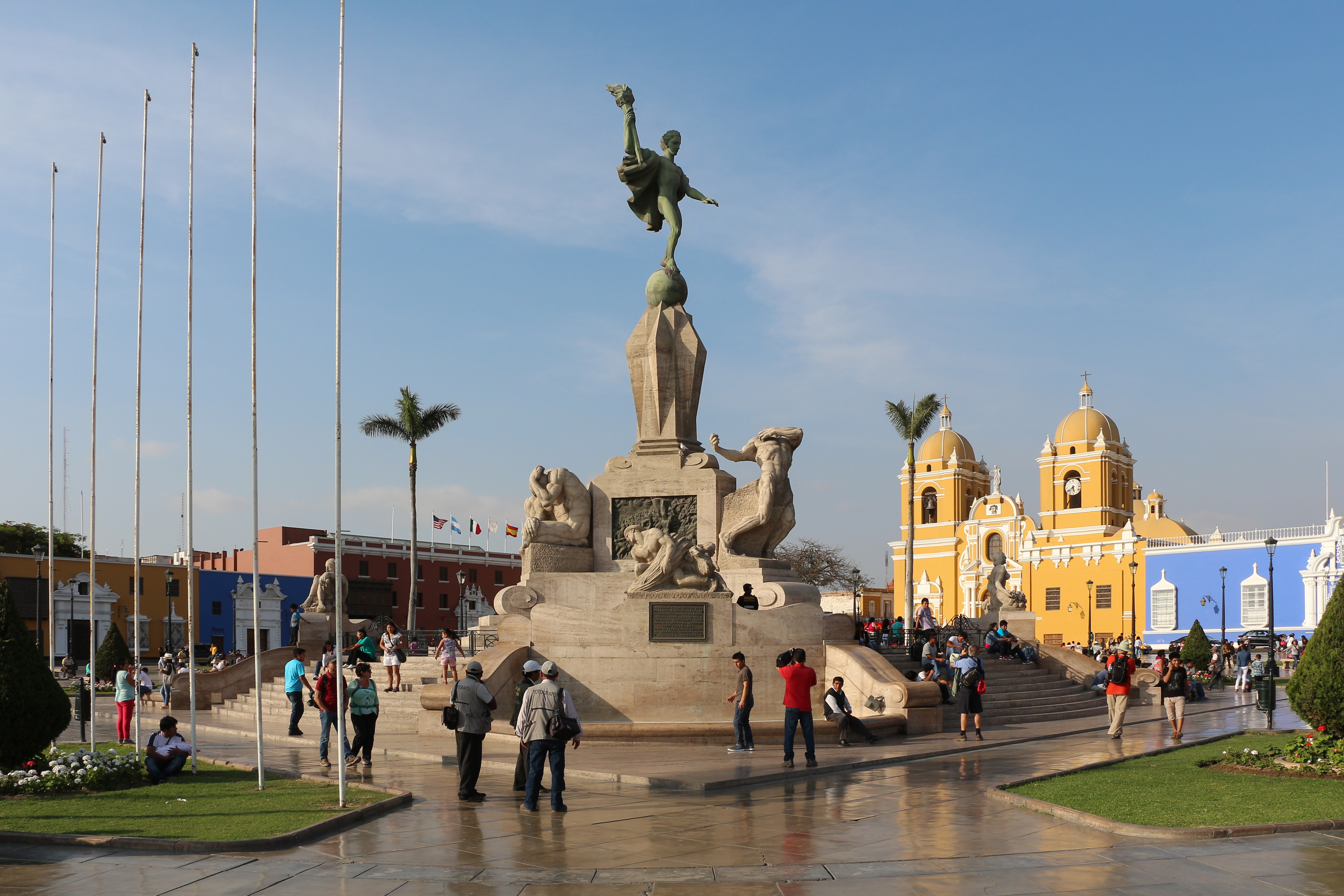
Sur la place d'Armes de Trujillo, le Monument à la Liberté par le sculpteur Edmund Moeller.

- Zone archéologique de Chan Chan

| La Libertad     |               |               |                               |          |
|                 |               |               |                               |          |
| Marcahuamachuco | Paso péruvien | Huaca del Sol | Huanchaco Caballito de totora | Marinera |

- Viracochapampa
- Marcahuamachuco
- El Brujo
- Cultura Virú
- Huacas del Sol y de la Luna
- Huaca del Dragón (o Arco Iris)
- Huanchaco
- Chicama